# يوروبا كورب
يوروبا كورب (بالإنجليزية: EuropaCorp)‏ هي شركة منتجة للأفلام فرنسية يقع مقرها الرئيسي في سان دوني شمال باريس. قامت الشركة بإنتاج سلسلة ثلاثية تيكن والناقل.